# Вулиця Панікахи
Вулиця Панікахи — головна вулиця на житловому районі Тополя у Шевченківському районі міста Дніпро.
Вулиця бере початок від проспекту Праці, як продовження осі бульвару Слави на південний захід; перетинає Запорізьке шосе; після перехрестя з проїздом Олександра Гальченка вулиця Панікахі бере уліво на південний схід й закінчується у Запорізького шосе. Довжина — 3050 метри.

## Історія

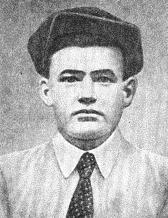
Михайло Панікаха (1914—1942)

Вулиця названа за героєм СРСР у битви за Сталінград німецько-радянської війни, уродженця села Могилів Царичанського району, матросом Тихоокеанського флоту Михайлом Панікахою, який помер, підпаливши пляшкою з запальною рідиною німецький танк. Головна вулиця житлового району Тополя з'явилася від самого початку його будівництва — з 1973 року.

## Перехресні вулиці
- бульвар Слави
- проспект Праці
- Запорізьке шосе
- Стартова вулиця
- вулиця Василя Барки
- проїзд Олександра Гальченка
- Тополина вулиця
- бульвар Королеви Анни
- вулиця Марії Сокіл
- Тополина вулиця
- Агрономічна вулиця (селища Дослідне)
- Запорізьке шосе

## Будівлі
- № 2 — Аптечний склад; НВО «Автоматика»; ВАТ «НВП „Орбіта“».
- № 15 — Торгівельний комплекс «Терра»,
- № 17 — Торговий комплекс «Жовтий»,
- № 19 — Дніпровська міська поліклініка № 4,
- № 23 — Шевченківське районне управління МНС — пожежна частина № 19,
- № 53 — Дніпровська міська дитяча поліклініка № 1,
- № 59 — Кінотеатр «Січ»,
- № 61 — Концерт-хол «Тайм-Аут»,
- № 115 — Дитячий садок № 384 «Сонечко»,
- № 121 — Магазин «АТБ» № 80.